# Final Fantasy X
Final Fantasy X (jap. ファイナルファンタジーX Fainaru Fantajī X) – gra komputerowa z gatunku jRPG na konsolę PlayStation 2, wyprodukowana przez firmę Square Enix. Produkcja gry rozpoczęła się w 1999 roku, a film ukazujący jej wersję beta został zaprezentowany podczas Square Millennium Event w 2000 roku. Jej premiera nastąpiła 17 grudnia 2001 roku. Gra w początkowych założeniach miała zawierać elementy gry online. Jest to pierwsza część z serii Final Fantasy, w której zastosowano dubbing. 26 grudnia 2013 roku, ukazała się wersja na PlayStation 3, a 12 maja 2015 na PlayStation 4. Wydanie gry na komputery PC zaplanowano na dzień 12 maja 2016 roku.

## Fabuła
Historie w grze skupia się wokół Tidusa, gwiazdy sportu zwanego blitzball, mieszkającego w mieście Zanarkand. Podczas rozgrywanego meczu, na miasto napada potężny potwór nazywany Sinem, w wyniku czego zostaje ono doszczętnie zniszczone. Tidus wraz z Auronem – przyjacielem swojego ojca – przeżywają jako jedni z nielicznych, jednakże w niezbyt jasnych okolicznościach przedostają się do odległej o tysiąc lat przyszłości. Bohater dowiaduje się także iż mimo tak dużego upływu czasu, technika nie dość, że nie poszła do przodu, to ludzkość w ogóle z niej przestała korzystać. Powodem takiego stanu rzeczy jest nowa religia – Yawonu, które zakazuje korzystania z dobrodziejstw techniki. Okazuje się także, że stwór który zniszczył rodzinne miasto bohatera, nadal istnieje, nieustannie siejąc grozę, a ludzie trwają w przekonaniu, iż jego ataki są karą za korzystanie ze zdobyczy techniki.
Tidus dowiaduje się od Wakki – nowego przyjaciela z tej rzeczywistości – o istnieniu osób znanych jako Summonerzy, których zadaniem jest wyeliminowanie zagrożenia jakim jest Sin. Wkrótce dane im jest poznać dziewczynę której przeznaczeniem jest bycie jedną z takich osób. Postanawiają się do niej przyłączyć w podróży, chcąc jej pomóc w zażegnaniu niebezpieczeństwa.
W trakcie podróży postać poznaje różne postacie, wśród których są też tacy którzy dołączają do grupy, chcąc mieć swój wkład w walce ze złem.

## Postacie
- Tidus[13] – jest on głównym bohaterem w grze. Był sportowcem, jednakże po tragicznych wydarzeniach w rodzinnym mieście trafił do odległej przyszłości. Motywacją jego działań jest chęć powrotu do swojej rzeczywistości.
- Kimahri Ronso[13] – Pokryty niebieską sierścią przedstawiciel rasy Ronso, zamieszkującej góry Gagazet. Posługuje się ostrą włócznią, która jest w stanie przebić nawet pancerz. Posiada umiejętność trwałego kopiowania niektórych ataków przeciwników, co jest kontynuacją tzw. „niebieskiej magii” z poprzednich odsłon Final Fantasy.
- Lulu[13] – Jest ona potężnym magiem. Oprócz standardowym czarów potrafi rzucać na przeciwników nawałnice konkretnego czaru. Zawsze ma przy sobie jedną ze swoich lalek, które są nawiązaniem do poprzednich części serii.
- Rikku[13] – Nastolatka z plemienia Al-Bhed, które z racji korzystania z maszyn, jest w konflikcie z kapłanami religii Yevon. Jest złodziejką, która potrafi łączyć ze sobą różne przedmioty i substancje, tworząc w ten sposób nowe – o potężnych właściwościach.
- Yuna[13] – Protagonistka w grze. Podąża śladami ojca, stając się jak on Summonerem. Jako jedyna postać w grze potrafi przywoływać Aeony – magiczne stworzenia o potężnej sile.
- Wakka[13] – Zawodowy piłkarz Blitzballa. Dzięki swojemu talentowi piłkarskiemu walczy na odległość, używając w tym celu swojej piłki od Blitzballa.
- Auron[13] – poznajemy go na początku gry, przed tragicznymi wydarzeniami w Zanarkand. Jest osobą małomówną, posiadającą jednak cięty język.

## Aeony
Potężne istoty, które pojawiają się wyłącznie na życzenie Yuny. Dzieje się tak, gdyż jest jedyną Summonerką w drużynie.
- Valefor[14] – Pierwsza istota którą możemy przywołać w grze. Wyglądem przypomina olbrzymiego ptaka.
- Ifrit[14] – Piekielna istota miotająca ogniem. Znana z wcześniejszych odsłon serii.
- Ixion[14] – Władający elektrycznością jednorożec – walczy za pomocą ataków błyskawicami.
- Shiva[14] – Kobieta mająca ciało z lodu. Włada żywiołem zimna, a w czasie walki nie okazuje nikomu litości.
- Anima[14] – Skuta łańcuchami przerażająca istota. Jest bardzo potężna, gdyż potrafi zabić jednym – bardzo bolesnym – atakiem będącym skupieniem jej cierpień.
- Bahamut – Znany z poprzednich części potężny Aeon. Posiada mocne czary i jest pierwszym Aeonem z umiejętnością Break Damage Limit (jego damage może wynieść więcej niż 9999)
- Yojimbo[14] – Płatny najemnik, który zawsze podczas walki, życzy sobie aby mu zapłacić za swoją pomoc, każdorazowo za każdy atak.
- Magus Sisters[14] – Najtrudniejszy do zdobycia Aeon, będący zarazem jedynym, który jest tak naprawdę trzema osobnymi istotami występującymi razem.

## System gry

### Technika walki
Toczenie pojedynków tradycyjnie, obywa się w systemie tur. W czasie każdej walki, do pojedynku stają tylko 3 spośród wszystkich postaci. Jednak po raz pierwszy w serii, można dowolnie zmieniać postacie, wybierając w każdym momencie, tę osobę, którą aktualnie najbardziej potrzebujemy. Dodatkowo po prawej stronie ekranu, wyświetla się kolejka ruchów postaci toczących udział w walce, zaś sama kolejność, jak i częstotliwość czynności wykonywanych w czasie jednej tury, zależy od rodzaju podjętych działań.

### Rozwój postaci
Rozwijanie każdego z członków drużyny odbywa się poprzez specjale punkty ruchu, które to otrzymujemy po każdej zwycięskiej walce. Zarządzamy nimi na planszy rozwoju postaci zwanej Sphere Grid. Na każdym polu znajdujemy obszar, który możemy zapełnić mocą siły, zręczności, magii lub innymi.
Sphere Grid występuje w dwóch wersjach, wybieranych na początku rozgrywki – podstawowej i eksperckiej.
- Podstawowa umożliwia rozwijanie postaci, wyłącznie w specjalizacji dla niej przeznaczonej. Nie ma możliwości uczenia się ataków innej osoby[18].
- Ekspercka natomiast umożliwia uczenie się przez wszystkich członków drużyny, umiejętności każdego z nich. Każdy z nich zaczyna na planszy w tym samym miejscu[18].

### Aspekty techniczne
W Final Fantasy X zerwano z rozmowami postaci w formie dymków wypowiedzi. Zamiast tego, po raz pierwszy mamy do czynienia z mówiącymi postaciami. Nowością w serii są także trójwymiarowe lokalizacje, jednakże bez możliwości manipulowania kamerą. Tereny które pojawiają się podczas rozgrywki są wypełnione głębią. Podobnie jest z postaciami, u których wprowadzono mimikę.